# 13005 Stankonyukhov
13005 Stankonyukhov è un asteroide della fascia principale. Scoperto nel 1982, presenta un'orbita caratterizzata da un semiasse maggiore pari a 3,0441038 UA e da un'eccentricità di 0,1762874, inclinata di 12,41667° rispetto all'eclittica.